# Bernardo de Irigoyen (Santa Fe)
Bernardo de Irigoyen (pueblo y Colonia) es una localidad del departamento San Jerónimo, en el centro sur de la provincia de Santa Fe, Argentina.
A 82 km de Santa Fe (capital), a 97 km de Rosario.
Su actividad económica principal es la agricultura (soja, trigo y maíz) y como lugar de atracción utilizan las costas del río Paraná. Cuenta con un camping que alberga a muchos visitantes de la región durante la época de verano.

## Toponimia
Las tierras pertenecían al político Dr. Bernardo de Irigoyen, quien dona parcelas para ejecutar su traza.

## Parajes
- Campo Aiassa
- Colonia Santa Irene

## Santa Patrona
- Sagrada Virgen Niña, festividad: 8 de septiembre

## Creación de la Comuna
- 8 de febrero de 1923

La localidad de mención, está ubicada en el Departamento San Jerónimo, Provincia de Santa Fe y cuenta con una extensión total de distrito de 31.000 hectáreas, cifra que lo eleva al segundo lugar en dimensión dentro del Departamento.
La población total, a la fecha se estima de 2.030 habitantes y su principal fuente de recursos es el producto proveniente del campo: Agricultura, Ganadería y Tambos.
Se cuenta con dos Plantas Acopiadoras de granos de importante operatividad y una flamante industria de Productos Lácteos.
Desarrollan su actividad comercial mercados de variados ramos: almacenes, tiendas, imprenta, librerías, casa de electricidad, cyber, bioquímica, farmacia, consultorios médicos y odontológicos, entre otros.
Para los sectores más desposeídos la atención de la salud se lleva a cabo mediante el funcionamiento de un S.A.M.Co., que cuenta con equipamiento para variadas prácticas.

## Instituciones deportivas
Existen dos clubes, uno que posee Instalaciones para la práctica de bochas solamente. El segundo tiene amplias instalaciones como son: un salón para uso social con capacidad aproximada de 700 personas sentadas cómodamente, un parque deportivo con pileta de natación olímpica y otra para niños, cancha de paddle, dos canchas de fútbol, y cancha para vóley-playa, playón donde se practica de manera amateur tenis y básquet, y un amplio sector arbolado totalmente iluminado, con asadores y mesas para recreación y descanso. También en el lugar funciona un salón de regular dimensión, donde pueden acomodarse unas 150 personas, que cumple funciones de bar-restaurante.

## Transporte y comunicaciones
En cuanto a vías de comunicación se cuenta con la Ruta Provincial 41-S (pavimentada), que la une a la Ruta Nacional 11, la símil, pero de calzada natural Ruta Provincial 10 con destino a Gálvez y Casalegno. La Ruta Provincial 42-S, también de tierra que cruza la zona rural uniendo con San Genaro y Gálvez, la ruta 40 que delimita el distrito con Casalegno, San Genaro y Centeno y la Ruta provincial 50-S hacia San Eugenio.

### Transporte automotor y ferroviario
Medios de transportes funcionan: un ómnibus con destino a Rosario con una frecuencia de dos viajes diarios, un utilitario que con la misma frecuencia hace el trayecto hacia Gálvez. Cuatro veces por semana el servicio de pasajeros "el Tucumano" operador por SOFSE, con dos servicios ascendentes hacia Cevil Pozo y dos descendentes hacia Buenos Aires; pero sin hacer parada en la localidad.

## Reparticiones públicas
Funcionan la Comuna, Juzgado Comunal y Comisaría de Policía, Oficina de Correo, con servicio  a esta y otras localidades vecinas, una Mutual, y recientemente se habilitó una agencia bancaria bajo la órbita del Nuevo Banco de Santa Fe S.A., que en principio está autorizada para recaudación de impuestos y otros, existiendo la intención de incorporar gradualmente nuevos servicios.
Las necesidades espirituales se satisfacen con la Iglesia Virgen Niña y el Evangelio se predica en dos Iglesias, Templo de Fe y la Santa Biblia.
En cuanto a Educación, funcionan una escuela primaria en la zona urbana y dos en zona rural; de nivel secundario una normal y otra nocturna para adultos.
Es un pueblo muy progresista. En épocas de bonanza, se ejecutaron muchas obras, como pavimentación urbana, alumbrado especial, ripiado de calles, construcción parques y plazas, y mucho más, hasta que al igual que el País, comenzó una etapa de decadencia económica que interrumpió notoriamente el continuado avance.
Hoy, dado que se observa una leve mejoría en la actividad pecuaria, principal energía de nuestra región, se ha comenzado a observar movimientos alentadores, principalmente respecto a la construcción.
Por tal razón, y ante la posibilidad de recibir subsidios desde Estamentos Gubernamentales, se han presentado proyectos como Construcción de Veredas, Reparación de Pavimento de Hormigón, Ejecución de Cordones y Cunetas, Expansión de la zona mejorada con alumbrado especial a Gas de Sodio, a fin de recuperar lo afectado e incorporar mejoras para optimizar la calidad de vida de los habitantes. Se busca la posibilidad de tener los mismos servicios que en las grandes urbes. Esto, junto a una promoción industrial de acuerdo a las zonas, sería un incentivo para retener a los residentes, ya que es preocupante la migración de jóvenes a ciudades relevantes.

## Asalto al pueblo
El 4 de marzo de 2016, un grupo de delincuentes copó el pueblo y se llevó unos 260.000 pesos al asaltar la comuna, la sucursal del Nuevo Banco de Santa Fe y la oficina del Correo Argentino.

## Festividades
- Festival de Doma y de Folklore: 2ª quincena de abril
- Fiesta Patronal de la Natividad de la Virgen Niña: 8 de septiembre

## Entidades Deportivas
- Club Centro Juventud Agraria, zona rural
- Unión Bochin Club
- Club Unión Deportivo y Cultural que cuenta con dos canchas de 11, otra de 7, cancha de básquet, de pádel y de vóley

## Entidades Sociales
- Centro de Jubilados y Pensionados
- Centro Tradicionalista El Fogón de la Huella

## Radio y Televisión
- E.T.V. Irigoyen
- Radio Estación FM 90

## Establecimientos Educativos
- Escuela Catamarca N.º 6015 (educación primaria)

## Parroquias de la Iglesia católica en Bernardo de Irigoyen
| Arquidiócesis | Santa Fe de la Vera Cruz |
| ------------- | ------------------------ |
| Parroquia     | Virgen Niña              |

### Ubicación geográfica y datos del tiempo
- Coordenadas geográficas
- Datos del tiempo

- Datos: Q4893977